# Guioa
Guioa är ett släkte av kinesträdsväxter. Guioa ingår i familjen kinesträdsväxter.

## Dottertaxa tillGuioa, i alfabetisk ordning[1]
- Guioa acuminata
- Guioa acutifolia
- Guioa amabilis
- Guioa aryterifolia
- Guioa aryteroides
- Guioa asquamosa
- Guioa bicolor
- Guioa bijuga
- Guioa capillacea
- Guioa chrysea
- Guioa comesperma
- Guioa contracta
- Guioa coriacea
- Guioa crenata
- Guioa crenulata
- Guioa diplopetala
- Guioa discolor
- Guioa elliptica
- Guioa fusca
- Guioa glauca
- Guioa gracilis
- Guioa grandifoliola
- Guioa hirsuta
- Guioa hospita
- Guioa koelreuteria
- Guioa koniamboensis
- Guioa krempfii
- Guioa lasioneura
- Guioa lentiscifolia
- Guioa malukuensis
- Guioa mareensis
- Guioa megacarpa
- Guioa melanopoda
- Guioa membranifolia
- Guioa microsepala
- Guioa misimaensis
- Guioa molliuscula
- Guioa montana
- Guioa multijuga
- Guioa myriadenia
- Guioa novoebudaensis
- Guioa oligotricha
- Guioa ovalis
- Guioa palawanica
- Guioa parvifoliola
- Guioa patentinervis
- Guioa pauciflora
- Guioa pectinata
- Guioa pleuropteris
- Guioa plurinervis
- Guioa pseudoamabilis
- Guioa pteropoda
- Guioa pterorhachis
- Guioa pubescens
- Guioa punctata
- Guioa reticulata
- Guioa rhoifolia
- Guioa rigidiuscula
- Guioa sarcopterifructa
- Guioa scalariformis
- Guioa semiglauca
- Guioa subsericea
- Guioa sufusana
- Guioa truncata
- Guioa unguiculata
- Guioa waigeoensis
- Guioa venusta
- Guioa villosa